# قانون علیت (پراکریتی)
ساتکاریاوادا (سانسکریت: सत्कार्यवाद)، خلقت به منزله معلولی است که در خود علت مستتر بوده‌ است.

## قانون علیت
بر اساس قانون علیت، معلول آشکار در علت از قبل وجود دارد؛ و علت اصلی مادی هر چیزی که درک می‌شود پراکریتی است.

## ساتکاریاوادا
ساتکاریاوادا (Satkāryavāda) نظریه سامخیا از معلول پیشین است؛ که بیان می‌کند: معلول «کاریا» از قبل در علت مادی خود که سات است وجود دارد و بنابراین هیچ چیز جدیدی به وجود نمی‌آید.

## دو مفهوم اساسی
- Sat (सत्) - وجود
- کاریا (कार्य) - اثر آشکار

چیزی که وجود دارد (سات)، نمی‌تواند از نیستی سرچشمه بگیرد (اسات).

## پنج دلیل
پنج دلیل برای اینکه معلول باید در علت مادی آن وجود داشته باشد:
1. asadkarnat آنچه نیست تولید نمی‌شود.
2. upadana grahanat معلول مستلزم علت مادی است.
3. sarvasambhavabhavat همه چیز از همه چیز ناشی نمی‌شود.
4. saktasya-sakya-karnat علت تنها چیزی را تولید می‌کند که با بالقوه آن مطابقت دارد.
5. karanabhavat - معلول ماهیت علت دارد.